# Razates
Razates (en armeni Rotshvshan) fou marzban d'Armènia del 624 al 627.
El 625 Heracli va atacar Armènia i concretament les ciutats de Mayyafariquin, Amida, Samòsata, Marash, i després va passar a Adana a la Cilícia i va tornar a Sivas (Sebaste) per passar altra vegada l'hivern al Pont, a la regió de Trebisonda.
El 626 Heracli es va aliar als Khàzars i el Khan Ziebil (armeni Djiblou) va rebre promeses d'enllaços matrimonials. Els khàzars amb ajut romà d'Orient van atacar al georgians que sota l'eristavi Demetri s'havien fet vassalls dels perses. Tbilisi fou presa, Demetri executat, i Adarnases I de la família cosroida d'Ibèria, fou restablert al tron. Heracli va entrar a la província de Shirak i des allí a Armènia creuant l'Araxes i passant a la província de Kogovit i després a Her (Khoi) i Zarevand. Allí amenaçava Mèdia però en lloc d'atacar-la va baixar directe cap a Ctesifont i Dastgard, les residencials reials perses. Razates no el va poder parar, i només el va poder seguir. A la plana del Zab Heracli va esperar Razates. L'1 de desembre del 627 Heracli va creuar el Gran Zab i va arribar a les ruïnes de Nínive, i des allí va fer un canvi de 180 graus i va atacar als perses que foren sorpresos i massacrats (12 de desembre del 627). Heracli va creuar el Petit Zab (27 de desembre) i va entrar a començaments de gener del 628 a Dastgard. Després, sense atacar Ctesifont, va creuar els Zagros i va entrar l'11 de març del 628 a Gandja (Gandzak) on va passar la resta de l'hivern. El 24-25 de febrer del 628 el rei Còsroes fou destronat i el juny del 628 les condicions de pau exigides per Heracli foren acceptades. Entre altres punts la frontera Armènia va tornar a la fixada pel tractat del 591.
Razates probablement va morir en la batalla del Zab el 627 i fou nomenat nou marzban Varaz-Tirots Bagratuní fill de Simbaci Bagratuní.